# Черкаська сільська рада (Пачелмський район)
Черка́ська сільська рада (рос. Черкасский сельский совет) — сільське поселення у складі Пачелмського району Пензенської області Росії.
Адміністративний центр — село Черкаське.

## Історія
2008 року було ліквідовано присілок Поляни Кашаєвської сільради.
2010 року була ліквідована Кашаєвська сільська рада (села Архангельськ, Кашаєвка, Татаро-Нікольське), її територія увійшла до складу Черкаської сільради.

## Населення
Населення — 1207 осіб (2019; 1527 в 2010, 1830 у 2002).

## Склад
До складу сільської ради входять:
| Населений пункт         | Населення, осіб (2002) | Населення, осіб (2010) |
| ----------------------- | ---------------------- | ---------------------- |
| Архангельськ, село      | 248                    | 194                    |
| Кашаєвка, село          | 173                    | 134                    |
| Русько-Нікольське, село | 314                    | 247                    |
| Татаро-Нікольське, село | 298                    | 298                    |
| Черкаське, село         | 792                    | 654                    |
| Поляни, присілок        | 5                      | -                      |